# Celso Duarte González
Celso Duarte González  est paraguayen de naissance. Il a gagné le concours national de harpe de son pays à 16 ans, puis ses voyages harpistiques l'ont amené à vivre à Mexico et à épouser une mexicaine, Malena López de Duarte.
Il joue de la harpe paraguayenne.
Celso est le père d'une famille de musiciens : 
- Malena López de Duarte (son épouse) chante et joue de l'accordéon (accompagné de la harpe).
- Celso Duarte (fils) comme son père[1], il joue de la harpe et du violon. Il est musicien pour Lila Downs.
- Maléna Duarte (fille) chante et joue de la harpe.
- Rodrigo Duarte est principalement violoncelliste mais je crois qu'il joue d'une vingtaine d'instruments : harpe, guitare, requinto, basse, percussions...
- Juan Duarte (fils) joue de la flûte traversière et peut être accompagné d'une harpe lors de ses représentations.